# Audition
Audition (オーディション?, Ōdishon) è un film del 1999, diretto da Takashi Miike. È basato sul romanzo omonimo di Ryū Murakami.
Considerato uno dei migliori film del regista giapponese, è il film che lo ha fatto conoscere definitivamente in tutto il mondo.

## Trama
Shigeharu Aoyama è un uomo di mezza età rimasto vedovo dopo la morte per malattia della moglie. Suo figlio Shigeiko gli propone dopo tanti anni di incontrare nuovamente una donna e di risposarsi. Dopo un attimo di esitazione l'uomo si convince e si reca dall'amico produttore cinematografico Yasuhisa Yoshigawa, che organizza un'audizione per un film che non verrà mai realizzato, con il solo scopo di far incontrare più ragazze ad Aoyama, che sceglierà la sua sposa.
All'audizione si presentano varie ragazze, ma Aoyama rimane subito colpito dalla bellezza e dalla dolcezza di Asami, una ragazza che dichiara di essere stata una ballerina che, dopo un grave incidente, ha dovuto rinunciare ad una fortunata carriera. Yoshigawa ha però molti dubbi su Asami. Nel curriculum da lei compilato infatti non si possono contattare le sue referenze, poiché tutti gli indirizzi da lei scritti si rivelano falsi. Aoyama non crede a quello che dice il suo amico, e decide di telefonare e di incontrare Asami. Questa vive in uno squallido appartamento quasi vuoto, a eccezione di un grande sacco e di un telefono, vicino al quale Asami sta seduta immobile per giorni e giorni, in attesa della telefonata di Aoyama. Quando finalmente il telefono squilla, il sacco inizia improvvisamente a muoversi, e Asami sfoggia un sorriso inquietante.
Aoyama e Asami iniziano così a frequentarsi, uscendo insieme, fino a quando l'uomo la invita in un hotel vicino al mare. Lì i due hanno un rapporto sessuale, prima del quale Asami rivela ad Aoyama di avere delle cicatrici sulle gambe, asserendo di essersi ustionata a causa di un incidente quando era bambina. Poi gli chiede di amare esclusivamente lei, e Aoyama accetta.
Il mattino seguente Aoyama si risveglia da solo. Di Asami infatti non vi è più traccia. Aoyama, disperato, inizia a cercarla, ma tutti gli indirizzi e i luoghi da lei citati si rivelano deserti. Aoyama si reca dal vecchio insegnante di danza di Asami, che si trova su una sedia a rotelle. Si scopre che l'uomo abusò di Asami e fu lui a infliggerle le cicatrici sulle gambe con un ferro rovente quand'era ancora una bambina.
Aoyama si reca al bar dove Asami lavorava, ma lo trova chiuso. Un uomo gli dice che il locale è chiuso da più di un anno, a causa di un orribile omicidio. La donna che gestiva il locale è stata infatti uccisa, e il suo corpo ridotto a brandelli. Quando la polizia è giunta sul luogo, ha trovato alcuni particolari macabri: una lingua, un orecchio e tre dita che non appartenevano alla vittima. Aoyama fugge sconvolto.
Nel frattempo Asami si reca a casa di Aoyama e inserisce del sedativo in un drink. L'uomo, rincasato, beve il suo drink. A questo punto partono dei flashback che ricostruiscono gli incontri precedenti dei due, svelando alcuni particolari. Si scopre che nel sacco che si trova a casa di Asami vi è un uomo cui mancano la lingua, i piedi, un orecchio e tre dita della mano. L'uomo si ciba del vomito di Asami in una ciotola per cani.
Asami prende delle siringhe e immobilizza a terra Aoyama, che rimane cosciente. Asami inizia lentamente a torturarlo, infilandogli degli aghi nella pancia, sul viso e negli occhi. Mentre lo tortura, dice all'uomo che lui è come tutti gli altri, incapace di amare esclusivamente lei, e quindi gli amputa un piede. Mentre Asami sta per amputare l'altro piede, giunge nella casa Shigeiko. Asami si nasconde e il ragazzo trova il padre immobilizzato a terra, in un lago di sangue. Asami assale Shigeiko e gli spruzza dello spray corrosivo sulla faccia, ma il ragazzo riesce a difendersi e la fa cadere dalle scale. Asami si rompe il collo. Aoyama, una volta detto al figlio di chiamare la polizia, guarda Asami, ancora viva e con lo sguardo diretto verso di lui.

## Accoglienza
Durante la proiezione del film al Rotterdam Film Festival del 2000, una donna si avvicinò a Takashi Miike e gridò: You're evil! («Lei è malvagio!»). Miike dichiarò in seguito: «In qualche modo ho trovato piacevole essere etichettato in quel modo».
Durante la proiezione del film all'Irish Film Institute, a Dublino, alcuni spettatori erano in visibile stato di shock, e uno spettatore è svenuto.
Marilyn Manson chiese a Takashi Miike di girare un remake statunitense del suo film e di dargli una parte come attore. Manson precisò che voleva il regista per un film, non per un videoclip: «il suo stile è un po' troppo estremo per un mio video» asserì il cantante. Miike dichiarò: «Per me fu un vero shock sentire che ero "troppo estremo" per Marilyn Manson».

## Collegamenti ad altre pellicole
- Hostel di Eli Roth prende molti spunti da Audition: la struttura narrativa è infatti quasi analoga. La differenza sta nel fatto che in Audition l'elemento cardine è la ricerca dell'amore, mentre per Hostel è la ricerca del sesso. Inoltre gli indumenti utilizzati dai torturatori di Hostel sono molto simili a quelli utilizzati da Asami durante la scena della tortura.
- Nel film The Departed - Il bene e il male, diretto da Martin Scorsese nel 2006, una sequenza di Audition viene mostrata nella televisione di Matt Damon, quando questi parla con la sua fidanzata.
- La struttura di Noriko's Dinner Table, diretto da Sion Sono nel 2005, presenta delle similitudini con Audition. Anche in questo film è infatti presente un flusso continuo di flashback, visioni e sogni.

## Omaggi
- Il videoclip dei My Chemical Romance, Honey, This Mirror Isn't Big Enough for the Two of Us, mostrato per la prima volta nel 2002, è basato su Audition. Il video è una ricostruzione totale basata sul film, della durata di tre minuti e cinquanta secondi.
- Il primo episodio di Channel 101, nella serie del 2006 Phone Sexxers, è basato sulle torture mostrate in Audition.

## Riconoscimenti
- 2000: International Film Festival Rotterdam (premio FIPRESCI, KNF Award)
- 2001: Fantasporto (International Fantasy Film Award - Special Mention)
- 2002: Chlotrudis Awards (miglior regia)